# Heinrich Fries

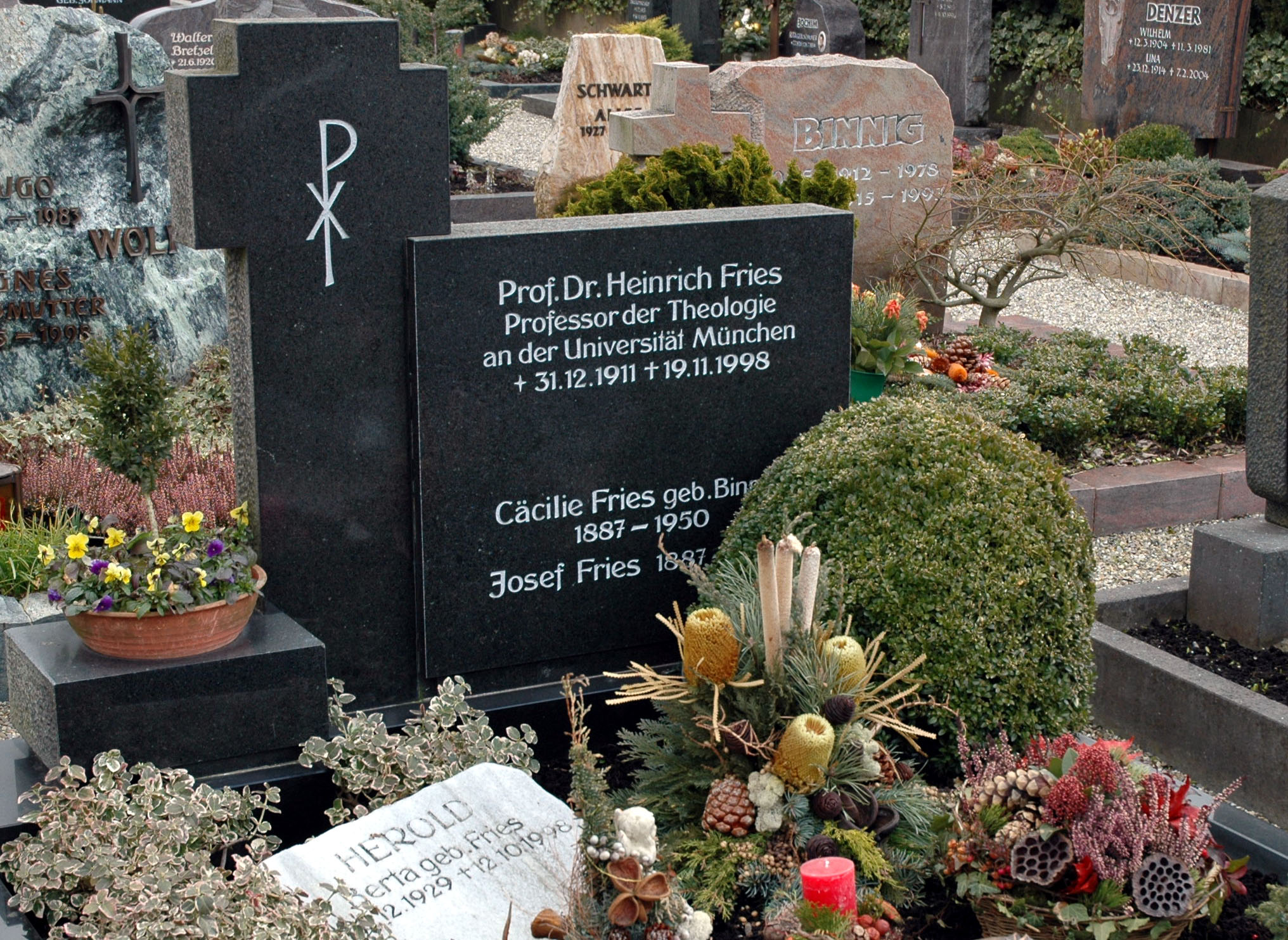
Fries Grab in Oedheim (Februar 2008)

Heinrich Fries (* 31. Dezember 1911 in Mannheim; † 19. November 1998 in München) war ein römisch-katholischer Theologe.  Er gilt als einer der engagiertesten römisch-katholischen Theologen der Ökumenischen Bewegung in der zweiten Hälfte des 20. Jahrhunderts. Er war Professor für Fundamentaltheologie und ökumenische Theologie an der Universität München und setzte sich als Theologe wie durch sein Mitwirken in der ökumenischen Una-Sancta-Bewegung für die Einheit der Christen ein.

## Leben
Als ältestes Kind einer Handwerkerfamilie wuchs Heinrich Fries in Oedheim, Kreis Heilbronn, auf. Nach der Lateinschule in Neuenstadt und dem Gymnasium in Rottweil studierte er in Tübingen Katholische Theologie. Hier war er Mitglied der Theologengesellschaft Guelfia Tübingen. 1936 wurde er zum Priester geweiht. Danach war er Vikar in Stuttgart, später Vikar in Tübingen und Umgebung, zugleich Repetent für das Tübinger Theologenkonvikt Wilhelmsstift.
Fries promovierte über die Religionsphilosophie John Henry Newmans und wurde 1946 Dozent an der Katholisch-Theologischen Fakultät der Eberhard Karls Universität Tübingen. Nach der Habilitation über die Religionsphilosophie der Gegenwart wurde er dort 1950 Professor für Fundamentaltheologie. 1958 berief ihn die Universität München auf ihren Lehrstuhl für Katholische Fundamentaltheologie. Dort gründete er 1964 das Institut für Ökumenische Theologie. In Wolfhart Pannenberg an der 1967 eingerichteten Evangelisch-Theologische Fakultät München fand er einen kongenialen Gesprächspartner für die wissenschaftliche Diskussion wie für die Ausbildung der Studenten in ökumenischen Fragen.
Nachdem Fries 1963 die Anfrage Kardinal Julius Döpfners, ihn als Konzilstheologe beim Zweiten Vatikanum zu begleiten, noch abgelehnt hatte, engagierte er sich danach umso mehr für die Rezeption, Aufarbeitung und Umsetzung der dort beschlossenen theologischen Impulse und Aufbrüche. Aktiv und Weichen stellend wirkte er mit bei der Würzburger Synode der Bistümer in der Bundesrepublik Deutschland (1971–1975); hier vor allem im Beschluss über die pastorale Zusammenarbeit der Kirchen im Dienst an der christlichen Einheit.
Für Wirbel und Ärger sorgte das Ämtermemorandum der Arbeitsgemeinschaft der Ökumenischen Institute von 1973, das durch Fries’ Vorarbeit ausgelöst und von ihm mitunterzeichnet war. Nach vergleichender Diskussion des theologischen Amtsverständnis der Kirchen befand es, „dass einer gegenseitigen Anerkennung der Ämter theologisch nichts Entscheidendes mehr im Wege steht“ und damit auch „ein hauptsächliches Hindernis für die Abendmahlsgemeinschaft überwunden“ wäre.
Nach seiner Emeritierung 1979 setzte er den engagierten theologischen Dialog fort. Nachhaltig für die ökumenische Theologie wirkte besonders das 1982 zusammen mit Karl Rahner verfasste Buch Einigung der Kirchen – reale Möglichkeit, ein ökumenisches Manifest, das unter bestimmten Bedingungen einen gangbaren Weg skizziert, wie die verschiedenen Kirchen ohne Aufgabe ihres spezifischen Bekenntnisses eine Kirche in versöhnter Verschiedenheit werden können. Ein außerordentliches Echo löste sein Aufsatz Leiden an der Kirche aus, der 1989 in Christ in der Gegenwart erschien. Ein Sonderdruck wurde immer wieder nachgefragt und schließlich in einer Auflage von mehr als 150000 Exemplaren verbreitet. Auf der Grundlage des Aufsatzes und der dazu eingegangenen Leserstimmen veröffentlichte Fries noch im selben Jahr ein gleichnamiges Buch, das ebenfalls große Aufmerksamkeit fand.
In der Kirchengemeinde St. Philippus, München, blieb er als Prediger und Förderer der Kirchenmusik geschätzt. Fries wurde im Familiengrab auf dem Friedhof in Oedheim beigesetzt.
Kardinal Walter Kasper, sein damaliger Heimatbischof, bezeichnete ihn als „Hoffnungsträger für eine künftige versöhnte Einheit der Kirchen“. Kasper widmete Fries seine Einführung in den Glauben (1972) und nannte ihn im Vorwort einen „Lehrer, von dem ich schon früh in den Spannungsreichtum einer Theologie der schöpferischen Mitte eingeführt wurde“.
Zu seinen Schülern gehören u. a. Karl-Ernst Apfelbacher, Franz Wolfinger, Johannes Bernard, Johannes Brosseder, Peter Neuner, Otto Hermann Pesch, Lorenz Wachinger, Jürgen Werbick und Hermann Wohlgschaft.
Fries wurde 1987 zum Ehrenbürger von Oedheim ernannt.

## Werke
Die Bibliographie von Heinrich Fries weist an die 60 Bücher und mehr als 1200 Aufsätze aus seiner Feder aus. Die Buchveröffentlichungen umfassen das Fach Fundamental-Theologie in seiner ganzen Breite. Etliche seiner Werke wurden in verschiedene europäischen Sprachen übersetzt. Eine Zusammenfassung seiner theologischen Reflexion legte Heinrich Fries in seinem Buch Fundamentaltheologie (Graz 1985) vor.
Fries wollte die Ergebnisse seiner Glaubensreflexion für all die fruchtbar machen, die den Glauben vor den Fragen ihrer Zeit rational verantworten wollen, die sich mit einer nur traditionellen Gläubigkeit nicht mehr zufriedengeben können, für Menschen, denen die Kirche manchmal mehr ein Ärgernis als eine Hilfe zum Glauben darstellt. Neben den Fachtheologen waren sie die Hauptadressaten seiner Theologie. Zahlreiche Bücher anderer Herausgeber, die sich an ein breites Publikum wenden, enthalten Artikel oder Predigten von ihm. Die Predigt war dabei für ihn immer der Ernstfall der Theologie.
Das zentrale Thema von Heinrich Fries ist die Frage nach einem christlichen Glauben, der nicht als ein Gewicht ertragen werden muss, sondern dem Menschen die Möglichkeit gibt, zu seiner Lebensfülle zu kommen.
Ein zweiter großer Aspekt ist die Gestalt und das Verständnis von Kirche. Fries stand für eine menschenfreundliche und dialogfähige Kirche. Sein erstes Buch Die Kirche als Anwalt des Menschen (Stuttgart 1954) zeigte früh sein Leitmotiv einer Kirche, die dem Menschen in seiner Hoffnung, aber auch in seiner Zukunftsangst eine Antwort geben muss.
In diesem Zusammenhang steht auch sein bekanntestes Anliegen, die Ökumene, die Einheit der christlichen Kirchen. Heinrich Fries hat unter der Spaltung der Christenheit gelitten, sie als Skandal empfunden und die ökumenische Aufgabe als dringende Existenzfrage für das Christentum und die Kirche frühzeitig benannt.

## Schriften
- Die Religionsphilosophie Newmans, Stuttgart 1948
- Die katholische Religionsphilosophie der Gegenwart. Der Einfluss Max Schelers auf ihre Formen und Gestalten, Heidelberg 1949.
- Nihilismus – Die Gefahr unserer Zeit, Stuttgart 1949
- Kirche als Anwalt des Menschen, Stuttgart 1954
- Bultmann – Barth und die katholische Theologie, Stuttgart 1955
- Die mündliche Überlieferung, mit Heinrich Bacht und Josef Rupert Geiselmann, Hueber-Verlag, München 1957
- glauben – wissen. Wege zu einer Lösung des Problems, Berlin 1960
- Das Gespräch mit den evangelischen Christen, Stuttgart 1961
- Handbuch theologischer Grundbegriffe. 2 Bände, München 1962/63; (Herausgeber)
- Aspekte der Kirche, Stuttgart 1963
- Wir und die andern. Beiträge zu dem Thema: Die Kirche in Gespräch und Begegnung, Stuttgart 1966
- Herausgeforderter Glaube, München 1968
- Was heißt glauben? Glaubensverständnis in einer säkularisierten Welt. Heinrich Fries antwortet Eberhard Simons, Düsseldorf 1969
- Ich sehe keinen Gott. Ein Dialog zwischen Theologie und Naturwissenschaft (zus. mit P. Glockmann), München 1970
- Glaube und Kirche als Angebot, Graz 1976
- Ökumene statt Konfessionen? Das Ringen der Kirche um Einheit, Frankfurt 1977
- Einigung der Kirchen – Reale Möglichkeit. (mit Karl Rahner), Freiburg 1983
- Fundamentaltheologie, Styria Verlag, Graz 1985 [Standardwerk der Fundamentaltheologie]
  - für die DDR: Fundamentaltheologie, hrsg. v. G. Sterzinsky, Leipzig 1985
- Abschied von Gott? Ein Theologe antwortet, Herder, Freiburg im Brsg. 1968, 8. Auflage 1985, Neubearbeitung unter dem Titel: Abschied von Gott? Herausforderung und Chance des Glaubens. Herder, Freiburg im Breisgau 1991, ISBN 3-451-08747-2.
- Damit die Welt glaube. Gefährdung – Ermutigung – Erneuerung, Frankfurt 1987
- Glaubenserfahrungen – Glaubenskonsequenzen, Graz – Wien – Köln 1989
- Streiten für die eine Kirche. (mit Otto Hermann Pesch), München 1987
- Leiden an der Kirche, Freiburg – Basel – Wien 1989
- Es bleibt die Hoffnung. Kirchenerfahrungen, Zürich 1991
- Vor der Entscheidung: Werden die Kirchen überflüssig?, Graz 1995